# Zapomniany język
Zapomniany język. Wstęp do rozumienia snów, baśni i mitów (ang. The Forgotten Language. An Introduction to the Understanding of Dreams) – książka autorstwa psychologa i psychiatry Ericha Fromma, wydana w 1951 roku przez wydawnictwo Rinehart & Company (ISBN 978-0-03-018436-9), omawiająca aspekty interpretacji i symboliki marzeń sennych.
Wydania polskie:
- 1972, 1977, 1994 (ISBN 978-83-06-02350-3): Państwowy Instytut Wydawniczy, trzy wydania
- 1992 (ISBN 978-83-06-02350-3): Wydawnictwo Naukowe UAM
- 2009 (ISBN 978-83-61516-22-4), 2011 (ISBN 978-83-61516-22-4), 2016 (ISBN 978-83-7998-072-7): Wydawnictwo Vis-á-vis Etiuda, dwa wydania